# Mauro Sentinelli
Mauro Sentinelli (Roma, 8 gennaio 1947 – Roma, 15 maggio 2020) è stato un ingegnere e dirigente d'azienda italiano, il cui ruolo è stato fondamentale per lo sviluppo e la diffusione della telefonia cellulare in Italia.

## Biografia
Mauro Sentinelli si è laureato in ingegneria elettronica presso l’Università di Roma e ha conseguito il diploma di specializzazione in telefonia presso il Politecnico di Torino. Ha successivamente conseguito un Master in Business Administration presso CEDEP-INSEAD (Fontainebleau, Francia) ed un corso di aggiornamento in amministrazione aziendale presso la Kellogg University (Chicago, USA). 
È entrato nel 1974 in Sip, poi diventata Telecom Italia, dove rimase fino al 2005.
Dapprima assegnato, in qualità di ingegnere, al settore ricerca e sviluppo, nella divisione Trasmissioni a lunga distanza, nel 1983 diventa uno dei primi membri dell’attuale Global System for Mobile Communications (GSM), l’organismo internazionale che riunisce tutti gli operatori mobili nel mondo, assumendo la carica di chairman del gruppo di lavoro responsabile dello sviluppo del sistema Gsm.
Nel 1991 diventa direttore marketing & planning della divisione mobile.
Nel 1992 viene eletto presidente dell'associazione ETNO - European Telecommunications Network Operators, che raggruppa i principali operatori europei di sistemi radiomobili.
Nel 1994 viene nominato vicario della divisione Servizi Mobili di Telecom Italia.
Nel maggio 1997 lascia il gruppo TIM per una esperienza di lavoro in Iridium negli Stati Uniti, ma nel luglio del 1999 rientra in TIM dove viene chiamtato a coprire la carica di Direttore Generale del Gruppo, in sostituzione di Stefano Cao.
Nell’aprile 2002 entra nel consiglio di amministrazione di TIM.

## Contributi alla telefonia mobile
Il contributo di Sentinelli allo sviluppo e diffusione della telefonia cellulare è stato fondamentale. Negli anni '90 l’Italia era il primo paese al mondo per numero di cellulari e nel 93 Tim raggiunse il primo milione di abbonati. La diffusione fu favorita dal lancio della TimCard, il primo abbonamento telefonico ricaricabile al mondo, inventato da Sentinelli.

## Polemiche
Sentinelli è finito più volte nel mirino dei media per la sua pensione in quanto pensionato più pagato d’Italia, salvo poi chiarire che solo negli ultimi quattro anni di carriera il manager aveva versato oltre 7 milioni di contributi all’Inps.